# Johann Brandanus Engelbrecht
Johann Brandanus Engelbrecht (* 7. März 1717 in Greifswald; † 18. Juni 1765 ebenda) war ein deutscher Jurist und Hochschullehrer.
Johann Brandanus war Sohn des Greifswalder Rektors der Stadtschule Johann Engelbrecht. Er begann seine Studien 1732 an der Universität Greifswald und beendete sie an der Universität Helmstedt 1739 mit der Promotion. Wegen Kränklichkeit und Körperschwäche konnte er seinen Plan, noch die  1732/1734 gegründete Universität Göttingen zu besuchen, nicht verwirklichen und kehrte nach Greifswald zu seiner Familie zurück. Hier wurde er Advokat am Hofgericht Greifswald, 1742 Adjunkt der juristischen Fakultät und Syndikus der Universität. 1758 wurde Engelbrecht zum ordentlichen Professor der Universität Greifswald ernannt, 1762 wurde er zum Rektor der Universität gewählt. Seine chronische Kränklichkeit schlug bald in Siechtum um und so starb er früh.